# Ronald Gasparic
Ronald Gasparic (n. 23 martie 1970, Brăila – d. 24 iulie 1991, București) a fost un poet român.

## Biografie
S-a născut la Brăila într-o familie de intelectuali. În anul 1981, la vârsta de 11 ani, obține un premiu pentru poezie de la revista „Cronica”. În această revistă i-a fost publicat și primul poem. A mai publicat poezie în revistele literare Amfiteatru, Contemporanul, Limba și literatura română, și Luceafărul.
A fost student la Facultatea de Elecroenergetică din Iași.
În iulie 1991, aflându-se în vacanță la Brăila, a fost bătut de cinci indivizi cunoscuți în Brăila pentru acte de violență conduși de fiul unui fost șef de poliție din perioada pre-revoluție și a decedat după o săptâmână la 24 iulie într-un spital din București.

## In momoriam
În memoria sa, începând cu anul 1996, există Festivalul și concursul internațional de poezie „Ronald Gasparic”. Prima ediție a festivalului a avut loc la Brăila, iar din anul 1997, la inițiativa scriitorului Cezar Ivănescu, festivalul s-a mutat la Iași, la Muzeul Literaturii Române și are loc anual. Dintre membrii juriului au făcut parte, de-a lungul timpului, Cezar Ivănescu, Vasile Andru, Gheorghe Grigurcu, Lucian Vasiliu, Theodor Codreanu, Adrian Dinu Rachieru etc.

## Opera
- Plâns la zâmbetul meu, Editura Cartea Românească, București, 1992
- Universul oblic, Editura Princeps, Iași, 1995
- Rămân pământ de soare, Editura Paralela 45, Pitești, 2007